# Burano (nave cisterna)
Il Burano (già Irma Schindler, già Masconomo, già Winnebago, già Kinsman) è stato un piroscafo cisterna italiano (ed in precedenza statunitense), violatore di blocco durante la seconda guerra mondiale.

## Storia
Costruita nel 1901 nei cantieri Armstrong Whitworth di Newcastle-upon-Tyne (numero di scafo 717) per la Bear Creek Oil & Shipping Company – C.T. Bowring & Co. di Liverpool (secondo altre fonti per la compagnia britannica Red Cross Line), la nave, un piroscafo cisterna da 4534 (o 4450) tonnellate di stazza lorda, aveva originariamente nome Kinsman. Nel 1905 la pirocisterna fu acquistata dalla Anglo-American Oil Company Limited di Liverpool, che la ribattezzò Winnebago, mentre nel 1912 fu rivenduta alla Tank Storage & Carriage Company Ltd. (diretta da J. H. Usmar) di Liverpool, che nel 1914 la ribattezzò Masconomo e nel 1916 la rivendette alla Standard Oil & Transportation Company (per altre fonti la nave venne acquistata dalla Standard Transportation nel 1914, venendo ribattezzata Masconomo), che la registrò ad Hong Kong. Tale compagnia impiegò la petroliera nel trasporto di propri prodotti da Porto Lobos e Tampico a New York.
Nel 1924 il Masconomo venne comprato dalla Masconomo G.m.b.H di Amburgo, che nel 1927 lo rivendette alla Tankschiff Reederei Julius Schindler G.m.b.H, anch'essa con sede ad Amburgo, che nel 1928 lo ribattezzò Irma Schindler. Nel 1931 la pirocisterna venne acquistata dalla Leth & Co. di Amburgo, che nel maggio 1933 la vendette per demolizione ma in realtà la utilizzò come nave deposito, mentre nel 1936 l'unità fu venduta alla Compagni Industrie Marittime Affini Roma (CIMAR), passando sotto bandiera italiana e venendo registrata presso il Compartimento marittimo di Venezia (con matricola 288), ricevendo il nuovo nome di Burano. Ultimo armatore della nave fu la Compagnia Italiana Marittima, che la comprò nel 1938 o 1939.
All'ingresso dell'Italia nel secondo conflitto mondiale, il 10 giugno 1940, il Burano, al comando del capitano Trevisan, si rifugiò a Santa Cruz de la Palma (per altre fonti a Santa Cruz de Tenerife), nell'arcipelago delle Canarie, territorio spagnolo e neutrale, dove venne internato. Nei successivi mesi la nave stazionò inattiva in tale porto. 
Nel frattempo lo Stato Maggiore della Regia Marina aveva proposto ed ottenuto di mettere a punto un piano per far forzare il blocco alleato da parte dei mercantili rifugiati nelle nazioni neutrali più benevole nei confronti dell'Italia (Spagna, Brasile e Giappone) e farli giungere a Bordeaux, base atlantica italiana (Betasom) nella Francia occupata (o, in altri casi, a Saint Nazaire): le navi sarebbero passate sotto il controllo delle forze tedesche, mentre i carichi (ancora a bordo da quando, dopo la dichiarazione di guerra, si erano rifugiate nei porti neutrali) sarebbero stati trasferiti in Italia via terra. Dopo la trasmissione delle istruzioni da seguire per la partenza ed il viaggio, venne organizzata la partenza dei vari mercantili, iniziando dalla Spagna continentale, dalla quale, tra il febbraio ed il giugno 1941, si trasferirono a Bordeaux i mercantili Clizia, Capo Lena ed Eugenio C.. Venne quindi organizzato il trasferimento delle navi che si trovavano nelle Canarie, 17 in tutto. Dato che tuttavia, dopo un anno di inattività, molte unità non erano in condizioni adatte ad affrontare una difficile traversata atlantica in tempo di guerra (le carene erano ricoperte di denti di cane ed alcune navi non erano entrate in bacino di carenaggio da oltre due anni: il Burano, in particolare, non era stato immesso in bacino di carenaggio da più di 25 mesi), venne disposto l'invio alle Canarie del capitano di corvetta Eugenio Normand, che ispezionò tutti i mercantili là internati e compilò un dettagliato rapporto in cui individuò in nove le navi che avrebbero potuto prendere il mare: tra di esse vi era il Burano, che fu destinato ad essere la seconda nave a partire, lo stesso giorno del piroscafo Capo Alga, che sarebbe invece salpato da Santa Cruz de Tenerife (le due navi sarebbero partite a distanza di alcune ore, prima il Capo Alga e poi il Burano). 
Il Burano lasciò Santa Cruz de la Palma il 1º aprile 1941, subito dopo il Capo Alga. Raggiunto il mare aperto, la pirocisterna compì varie manovre ed evoluzioni per confondere le idee allo spionaggio inglese ed ai pescherecci che incrociavano poco fuori del porto, in modo che non fosse possibile comprendere quale rotta avrebbe seguito, poi assunse rotta verso ovest, allontanandosi coperta dal buio della notte. La nave seguì rotte lontane da quelle usuali, per evitare di incontrare navi nemiche, procedendo ad una velocità di circa 9 nodi. La navigazione procedette con tranquillità, ma l'8 aprile il marconista intercettò alcuni messaggi di SOS inviati da un mercantile britannico, che riferiva di essere stato silurato da un U-Boot. La richiesta di soccorso poteva essere reale, ma avrebbe anche potuto essere uno stratagemma per attirare il Burano (od altre navi dell'Asse) in trappola, pertanto il comandante Trevisan, attenendosi anche alle disposizioni di Supermarina, che suggerivano ai comandanti dei violatori di blocco di ignorare qualunque messaggio di soccorso nel corso della navigazione, decise di allontanarsi dalla zona: rilevati al radiogoniometro i segnali, che risultarono provenienti da proravia, il Burano accostò di 90° sulla sinistra e si allontanò celermente. Poco più tardi il radiotelegrafista intercettò un messaggio dell'Ammiragliato britannico, che avvertiva i piroscafi Alleati di evitare quella zona, dato che un velivolo della RAF aveva avvistato un sommergibile tedesco che si riforniva da una nave ausiliaria in posizione 32°25' N e 29°14' O. Il 12 aprile, poco prima dell'alba, il Burano avvistò un piroscafo che procedeva a grande velocità verso est/sudest: fu dato l'allarme, ma, grazie anche alla foschia, la nave sconosciuta non si accorse dell'unità italiana. Il 17 aprile, di pomeriggio, le vedette dell'albero di trinchetto individuarono un'imbarcazione alla deriva, che, osservata con i binocoli, apparve vuota: pur temendo che potesse trattarsi di un'esca, la pirocisterna si avvicinò per controllare, poi, accertato che non vi era nessuno a bordo della scialuppa, si allontanò rapidamente. Il 19 aprile il Burano incontrò un aereo di nazionalità ignota, che si allontanò senza apparentemente badare alla nave italiana. Il giorno seguente, a mezzogiorno vero, subito dopo che gli ufficiali ebbero determinato la posizione della nave (46°40' N e 5°00' O), venne avvistato un velivolo della Luftwaffe, che passò a proravia del Burano. Subito dopo venne avvistata una piccola nave da guerra, verosimilmente una vedetta, che sembrò voler seguire la petroliera: non potendo capire se l'unità fosse amica o nemica (ma in quest'ultimo caso sarebbe stato strano che si fosse spinta in acque così vicine al territorio controllato dalle forze tedesche), il comandante Trevisan invertì la rotta e venne incontro alla vedetta, per ridurre i tempi, dopo aver dato l'ordine di prepararsi all'autoaffondamento: l'equipaggio indossò i salvagente, mentre gli uomini incaricati di tagliare i cavi dei paranchi cui erano appese le scialuppe (per farle cadere fuori bordo qualora non ci fosse stato il tempo di calarle) prepararono i coltelli. La nave sconosciuta issò a riva la bandiera spagnola, manovrando come per invitare la Burano a seguirla: il comandante Trevisan pensò, essendo ormai prossimo il tramonto, di attendere il buio e poi fuggire con il favore dell'oscurità, ma poco dopo comparve un aereo inglese. Il velivolo, avvicinatosi alle due navi, che sembravano navigare di conserva, si abbassò e le osservò con attenzione, poi riprese quota, prima di scendere in picchiata per attaccare: la pirocisterna accostò velocemente dapprima a dritta e poi a sinistra, quindi iniziò a zigzagare con accostate brevi e veloci, e poco dopo l'aereo britannico sganciò quattro bombe che mancarono di poco la Burano, scoppiando in mare, alzando grosse colonne d'acqua e scuotendo la nave italiana. Subito la vedetta ammainò la bandiera spagnola ed issò quella tedesca: un cannone apparve dal camuffamento e la piccola unità coprì la petroliera con una cortina fumogena, ma nel frattempo l'aereo avversario si era allontanato. Concluso l'attacco, la nave italiana riassunse la propria rotta, e l'indomani all'alba avvistò la costa francese, venendo poco dopo raggiunta da alcuni dragamine tedeschi, che la scortarono a Saint Nazaire, ove giunse il 21 aprile.
Il 26 maggio 1941 la Burano venne requisita dal Ministero delle comunicazioni.
Dopo l'8 settembre 1943 e la proclamazione dell'armistizio la pirocisterna venne catturata a Bordeaux dalle forze tedesche. Secondo alcune fonti il 15 agosto 1944 gli stessi tedeschi, in ritirata, autoaffondarono il Burano in modo da ostruire il porto di Bordeaux. Un'altra versione riporta invece che la nave fu autoaffondata nelle acque antistanti Pauillac, 29 miglia a nordovest di Bordeaux, sulla sponda meridionale della Gironda, il 23 (o 26) agosto 1944, per creare un'ostruzione. Il relitto venne recuperato dai francesi nel 1946 (per altre fonti nello stesso 1944) ed avviato alla demolizione.